# Pic Karl Marx
Le pic Karl Marx est un sommet du Tadjikistan s'élevant à 6 726 mètres d'altitude dans le chaînon Shakhdara, dont il constitue le point culminant, dans le Pamir. Il se situe dans la province autonome du Haut-Badakhchan, à la limite des districts d'Ishkashim et de Roshtkala, juste au nord du Piandj et de la frontière avec l'Afghanistan.
Le nom de Karl Marx lui a été attribué en 1937 par le géologue et explorateur soviétique Sergueï Klunnikov. Avant cette date, et depuis le XIXe siècle, il portait le nom de pic du Tsar Pacificateur (en russe : Царя Миротворца), attribut du tsar Alexandre III. Son ascension a été retardée du fait de la Seconde Guerre mondiale, et n'a été réalisée qu'en 1946 par une équipe d'alpinistes menée par Evgeniy Beletskiy.